# العلاقات النيجرية البولندية
العلاقات النيجرية البولندية هي العلاقات الثنائية التي تجمع بين النيجر وبولندا.

## مقارنة بين البلدين
هذه مقارنة عامة ومرجعية للدولتين:
| وجه المقارنة                                              | النيجر          | بولندا                                                                             |
| --------------------------------------------------------- | --------------- | ---------------------------------------------------------------------------------- |
| المساحة (كم2)                                             | 1.27 مليون      | 312.68 ألف                                                                         |
| عدد السكان (نسمة)                                         | 21.48 مليون     | 38.43 مليون                                                                        |
| الكثافة السكانية (ن./كم²)                                 | 16.91           | 122.91                                                                             |
| العاصمة                                                   | نيامي           | وارسو                                                                              |
| اللغة الرسمية                                             | لغة فرنسية      | اللغة البولندية                                                                    |
| العملة                                                    | فرنك غرب أفريقي | زلوتي بولندي                                                                       |
| الناتج المحلي الإجمالي (بليون دولار)                      | 8.12 مليار      | 524.51 مليار                                                                       |
| الناتج المحلي الإجمالي (تعادل القوة الشرائية) بليون دولار | 19.01 مليار     | 1.02 تريليون                                                                       |
| الناتج المحلي الإجمالي الاسمي للفرد دولار أمريكي          | 358             | 12.55 ألف                                                                          |
| الناتج المحلي الإجمالي للفرد دولار أمريكي                 | 938             | 26.14 ألف                                                                          |
| مؤشر التنمية البشرية                                      | 0.348           | 0.843                                                                              |
| رمز المكالمات الدولي                                      | +227            | +48                                                                                |
| رمز الإنترنت                                              | .ne             | .pl                                                                                |
| المنطقة الزمنية                                           | ت ع م+01:00     | توقيت وسط أوروبا، ت ع م+01:00، ت ع م+02:00، أوروبا/وارسو ‏، توقيت وسط أوروبا الصيفي |

## منظمات دولية مشتركة
يشترك البلدان في عضوية مجموعة من المنظمات الدولية، منها:
| علم المنظمة | اسم المنظمة                        | تاريخ انضمام النيجر | تاريخ انضمام بولندا |
| ----------- | ---------------------------------- | ------------------- | ------------------- |
|             | وكالة ضمان الاستثمار متعدد الأطراف | 10 مايو 2012        | 29 يونيو 1990       |
|             | منظمة الشرطة الجنائية الدولية      | ?                   | ?                   |
|             | منظمة حظر الأسلحة الكيميائية       | ?                   | ?                   |
|             | منظمة التجارة العالمية             | ?                   | 1 يوليو 1995        |
|             | الفريق المعني برصد الأرض           | ?                   | ?                   |
|             | البنك الدولي للإنشاء والتعمير      | 24 أبريل 1963       | 27 يونيو 1986       |
|             | الأمم المتحدة                      | 20 سبتمبر 1960      | 24 أكتوبر 1945      |
|             | مؤسسة التمويل الدولية              | 7 يناير 1980        | 29 ديسمبر 1987      |
|             | يونسكو                             | 10 نوفمبر 1960      | 6 نوفمبر 1946       |
|             | مؤسسة التنمية الدولية              | 24 أبريل 1963       | 28 أكتوبر 1960      |
|             | الاتحاد البريدي العالمي            | ?                   | 1 مايو 1919         |
|             | الاتحاد الدولي للاتصالات           | 14 نوفمبر 1960      | 1921                |

## وصلات خارجية
- موقع وزارة الخارجية البولندية